# Amor Towles

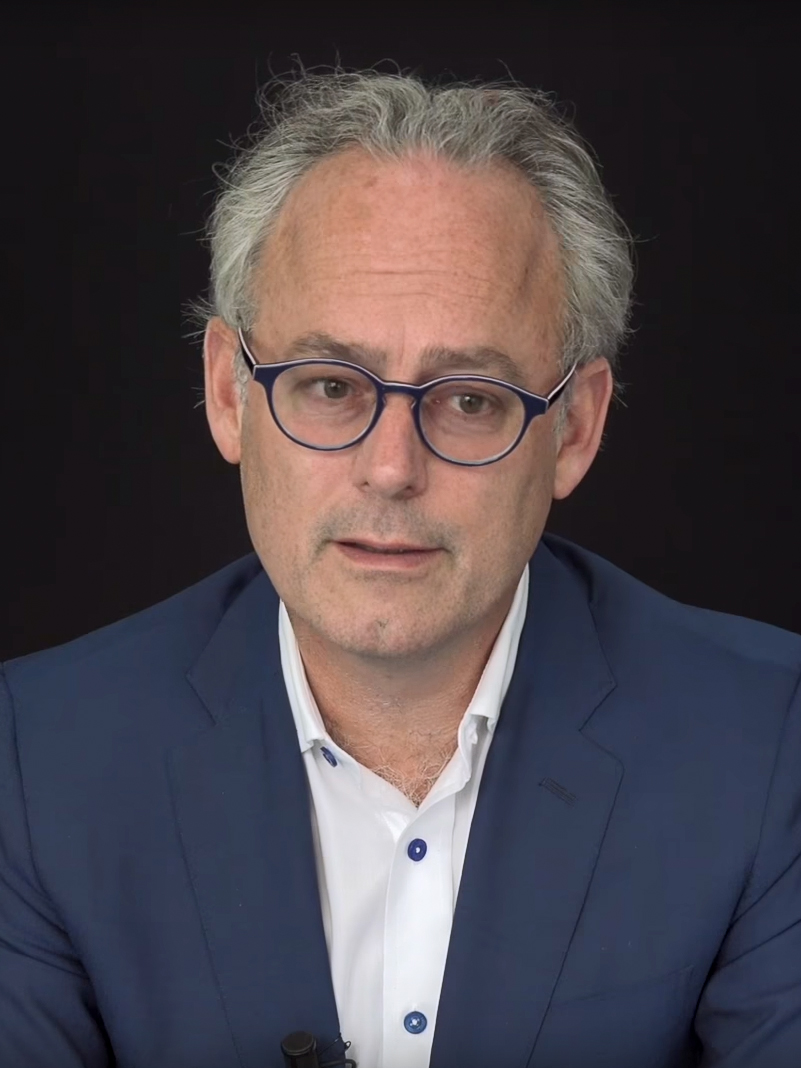
Amor Towles, 2018

Amor Hollingsworth Towles (* 24. Oktober 1964 in Boston, Massachusetts) ist ein US-amerikanischer Romanautor.

## Leben und Werk
Towles absolvierte ein Studium in Yale und erhielt in Stanford einen MA-Grad in Englisch. Nach dem Studium arbeitete er rund 20 Jahre als Investmentbanker bei der Select Equity Group Inc., New York. 2013 beendete er dort seine Tätigkeit.
Sein Erstlingsroman Rules of Civility erschien 2011 bei Hodder & Stoughton und wurde 2012 mit dem Prix Fitzgerald ausgezeichnet.
Sein zweiter Roman A Gentleman in Moscow stand 57 Wochen auf der Bestsellerliste der New York Times, war 2016 Finalist des Kirkus Prize in Fiction & Literature und wurde für den International Dublin Literary Award nominiert.
2018 erwarben Kenneth Branagh und Xavier Marchand von Moonriver Content die Filmrechte an dem Buch. Geplant war eine TV-Serie mit Branagh in der Hauptrolle. Verfilmt wurde der Roman 2024 als Miniserie mit Ewan McGregor in der Hauptrolle. 2021 erschien sein umfangreicher Roman Lincoln Highway, der in den englischsprachigen Feuilletons ausführlich rezipiert wurde. In fast in jeder Besprechung fällt das Stichwort „Americana“. Die Los Angeles Times schreibt z. B.: „Das book-within-the-novel ist beides, ein schöner Brunnen verschachtelter Geschichten und ein Themenvektor für Towlers Absicht, sich mit den klassischen Americana auseinanderzusetzen, dieses Geflecht von Tatsachen, Fiktion und Verwegenheit, das viele von uns – wohl oder übel – für unser Geburtsrecht halten“.
Sein jüngstes Buch Table For Two, eine aus mehreren Perspektiven erzählte Geschichte einer jungen Frau, schaffte es auf Anhieb auf die New-York-Bestsellerliste vom Mai 2024.
Towles ist Mitglied des Verwaltungsrats der Library of America, der Yale Art Gallery und der Wallace Foundation.
Er ist verheiratet, hat einen Sohn und eine Tochter und wohnt in Gramercy Park in Manhattan.

## Romane und Erzählungen
- The Temptations of Pleasure, ein Zyklus von Erzählungen und zugleich Abschlussarbeit für Stanford, wurde 1989 in der Paris Review Nr. 112 veröffentlicht.[10]
- Rules of Civility. London: Hodder & Stoughton 2011.

deutsch: Eine Frage der Höflichkeit. Übers. von Susanne Höbel. München: Graf Verlag, 2011, ISBN 978-3-862-20010-8
- Eve in Hollywood. 2013 veröffentlicht als E-Book
- A Gentleman in Moscow. New York: Vintage 2016.

deutsch: Ein Gentleman in Moskau. Aus dem amerik. Englisch von Susanne Höbel. München: List, 2017, ISBN 978-3-471-35146-8
Hörbuch, gekürzte Ausgabe, gelesen von Hans Jürgen Stockerl, 9 CDs, HörBuch, Hamburg 2018.
- You Have Arrived at Your Destination. Kindle Book 2019. (Forward Collection. 4.)

 You Have Arrived at Your Destination. Independent Bookstore Day Publishing, 2020, ISBN 1-7329704-0-8
Eine Sammlung von sechs Erzählungen.
- The Lincoln Highway. New York: Viking 2021.

deutsch: Lincoln Highway. Roman. Übersetzung von Susanne Höbel. München: Hanser, 2022, ISBN 978-3-446-27400-6
- Table For Two. Viking, New York 2024, ISBN 978-0-593-83123-6

deutsch: Eve. Roman. Übersetzung von Susanne Höbel. München: Hanser, 2024, ISBN 978-3-446-28125-7